# Championnat du Brésil de football 2011
Navigation
Édition précédente Édition suivante
Le championnat du Brésil de football 2011 est la 41e édition du championnat du Brésil de football.
La compétition se déroule du 21 mai au 4 décembre 2011. Cette saison, vingt clubs participent au tournoi de première division (la Série A).

## Les 20 clubs participants
Légende des couleurs
- Phase de groupes de la Copa Libertadores 2011
- Tour préliminaire de la Copa Libertadores 2011
- Copa Sudamericana 2011
- Promu de Série B

| Club                | Ville          | Classement 2010 | Stade                           | Capacité | Entraîneur | Capitaine                                                 |
| ------------------- | -------------- | --------------- | ------------------------------- | -------- | --- | --------------------------------------------------------- |
| Fluminense          | Rio de Janeiro | 1er             | Engenhão                        | 44 000   | Abel Braga | Fred                                                      |
| Cruzeiro            | Belo Horizonte | 2e              | Stade Joaquim Henrique Nogueira | 18 000   | Cuca (19/06/11) Joel Santana (20/06/11-02/09/11) Emerson Ávila (pt) (02/09/11-26/09/11) Vágner Mancini (pt) (26/09/11)                                                 | Fábio                                                     |
| Corinthians         | São Paulo      | 3e              | Pacaembu                        | 37 952   | Adenor Leonardo Bacchi | Anderson Sebastião Cardoso (pt)                           |
| Grêmio              | Porto Alegre   | 4e              | Olímpico                        | 45 000   | Renato Gaúcho (30/06/11) Julinho Camargo (pt) (02/07/11-04/08/11) Celso Roth (pt) (04/08/11)                                                                           | Fábio Rochemback                                          |
| Atlético Paranaense | Curitiba       | 5e              | Arena da Baixada                | 25 180   | Adílson Batista (25/06/11) Renato Gaúcho (04/07/11-01/09/11) Antônio Lopes (01/09/11)                                                                                  | Paulo Baier (pt) Cléber Santana Loureiro Paulo Baier (pt) |
| Botafogo            | Rio de Janeiro | 6e              | Engenhão                        | 44 000   | Caio Júnior (17/11/11) Flávio Tenius | Sebastián Abreu                                           |
| Internacional       | Porto Alegre   | 7e              | Beira-Rio                       | 56 000   | Paulo Roberto Falcão (18/07/11) Osmar Loss Int. (19/07/11-12/08/11) Dorival Júnior (12/08/11)                                                                          | Bolívar                                                   |
| Santos              | Santos         | 8e              | Vila Belmiro                    | 21 256   | Muricy Ramalho | Edu Dracena                                               |
| São Paulo           | São Paulo      | 9e              | Morumbi                         | 67 428   | Paulo César Carpeggiani (07/07/11) Milton Cruz Int.(07/07/11-16/07/11) Adílson Batista (16/07/11-16/10/11) Milton Cruz Int.(16/10/11-24/10/11) Émerson Leão (24/10/11) | Rogério Ceni                                              |
| Palmeiras           | São Paulo      | 10e             | Pacaembu                        | 37 952   | Luiz Felipe Scolari | Kléber                                                    |
| Vasco da Gama       | Rio de Janeiro | 11e             | São Januário                    | 15 150   | Ricardo (28/08/11) Cristóvão Borges dos Santos (29/08/11) | Juninho Pernambucano                                      |
| Ceará               | Fortaleza      | 12e             | Presidente Vargas               | 20 600   | Vágner Mancini (pt) (11/09/11) Estevam Soares (pt) (14/09/11-23/10/11) Dimas Filgueiras (pt) (24/10/11)                                                                | Iarley Fabrício Manini (en)                               |
| Atlético Mineiro    | Belo Horizonte | 13e             | Stade Joaquim Henrique Nogueira | 18 000   | Dorival Júnior (07/08/11) Cuca (08/08/11) | Réver                                                     |
| Flamengo            | Rio de Janeiro | 14e             | Engenhão                        | 44 000   | Vanderlei Luxemburgo | Ronaldinho                                                |
| Avaí                | Florianópolis  | 15e             | Ressacada                       | 17 800   | Silas (08/06/11) Alexandre Gallo (14/06/11-18/08/11) Toninho Cecílio (22/08/11-14/11/11) Mauro Ovelha (pt) (14/11/11)                                                  | Marcinho Guerreiro (pt) William Souza                     |
| Atlético Goianiense | Goiânia        | 16e             | Serra Dourada                   | 50 049   | Paulo César Gusmão (pt) (21/07/11) Jairo Lima de Araújo (pt) Int. (22/07/11-11/08/11) Hélio dos Anjos (12/08/11)                                                       | Márcio (pt)                                               |
| Coritiba            | Curitiba       | 1er (Série B)   | Couto Pereira                   | 37 182   | Marcelo Oliveira (pt) | Pereira (pt)                                              |
| Figueirense         | Florianópolis  | 2e (Série B)    | Orlando Scarpelli               | 19 069   | Jorginho | Fernandes (pt) João Paulo Bersch (en)                     |
| Bahia               | Salvador       | 3e (Série B)    | Pituaçu (pt)                    | 32 157   | René Simões (02/09/11) Joel Santana (04/09/11) | Titi (pt)                                                 |
| América Mineiro     | Belo Horizonte | 4e (Série B)    | Stade Joaquim Henrique Nogueira | 18 000   | Mauro Fernandes (pt) (11/07/11) Antônio Lopes (12/07/11-01/08/11) Givanildo Oliveira (pt) (02/08/11)                                                                   | Gabriel Santos                                            |

## Compétition

### Règlement
Le classement est établi sur le barème de points classique (victoire à 3 points, match nul à 1, défaite à 0).
En cas d'égalité de points entre 2 équipes ou plus, on utilise les critères suivants pour les départager :
1. Nombre de victoires
2. Différence de buts
3. Buts marqués
4. Confrontations directes
5. Nombre de cartons rouges
6. Nombre de cartons jaunes

### Classement
| Rang | Équipe              | Pts | J  | G  | N  | P  | Bp | Bc | Diff |
| ---- | ------------------- | --- | -- | -- | -- | -- | -- | -- | ---- |
| 1    | Corinthians         | 71  | 38 | 21 | 8  | 9  | 53 | 36 | +17  |
| 2    | Vasco da Gama (C)   | 69  | 38 | 19 | 12 | 7  | 57 | 40 | +17  |
| 3    | Fluminense (T)      | 63  | 38 | 20 | 3  | 15 | 60 | 51 | +9   |
| 4    | Flamengo            | 61  | 38 | 15 | 16 | 7  | 59 | 47 | +12  |
| 5    | Internacional       | 60  | 38 | 16 | 12 | 10 | 57 | 43 | +14  |
| 6    | São Paulo FC        | 59  | 38 | 16 | 11 | 11 | 57 | 46 | +11  |
| 7    | Figueirense (P)     | 58  | 38 | 15 | 13 | 10 | 46 | 45 | +1   |
| 8    | Coritiba (P)        | 57  | 38 | 16 | 9  | 13 | 57 | 41 | +16  |
| 9    | Botafogo            | 56  | 38 | 16 | 8  | 14 | 52 | 49 | +3   |
| 10   | Santos (L)          | 53  | 38 | 15 | 8  | 15 | 55 | 55 | 0    |
| 11   | Palmeiras           | 50  | 38 | 11 | 17 | 10 | 43 | 39 | +4   |
| 12   | Grêmio              | 48  | 38 | 13 | 9  | 16 | 49 | 57 | -8   |
| 13   | Atlético Goianiense | 48  | 38 | 12 | 12 | 14 | 50 | 45 | +5   |
| 14   | Bahia (P)           | 46  | 38 | 11 | 13 | 14 | 43 | 49 | -6   |
| 15   | Atlético Mineiro    | 45  | 38 | 13 | 6  | 19 | 50 | 60 | -10  |
| 16   | Cruzeiro            | 43  | 38 | 11 | 10 | 17 | 48 | 51 | -3   |
| 17   | Atlético Paranaense | 41  | 38 | 10 | 11 | 17 | 38 | 55 | -17  |
| 18   | Ceará               | 39  | 38 | 10 | 9  | 19 | 47 | 64 | -17  |
| 19   | América Mineiro (P) | 37  | 38 | 8  | 13 | 17 | 51 | 69 | -18  |
| 20   | Avaí                | 31  | 38 | 7  | 10 | 21 | 45 | 75 | -30  |

| Légende : Qualifications et relégations | Légende : Qualifications et relégations |
| --------------------------------------- | --- |
|                                         | Copa Libertadores 2012 Phase de groupes |
|                                         | Copa Libertadores 2012 Tour préliminaire |
|                                         | Copa Sudamericana 2012 |
|                                         | Relégation en deuxième division |
|                                         | (T) : Tenant du titre Championnat du Brésil de football 2010 (P) : Promus du Championnat du Brésil de Série B de football 2010 (C) : Vainqueur de la Coupe du Brésil 2011 qualifié pour la phase de groupes de la Copa Libertadores 2012 (L) : Vainqueur de la Copa Libertadores 2011 qualifié pour la phase de groupes de la Copa Libertadores 2012 |

### Leader journée par journée
- Fla = Flamengo
- At = Atlético Mineiro
- V = Vasco da Gama

### Résultats
| Résultats (▼dom., ►ext.)                                   | AME | ATG | ATM | ATP | AVA | BAH | BOT | CEA | COR | CTB | CRU | FIG | FLA | FLU | GRÊ | INT | PAL | SAN | SÃO | VAS |
| América                                                    |     | 1-2 | 0-0 | 2-1 | 2-2 | 2-1 | 2-1 | 4-1 | 2-1 | 1-3 | 1-1 | 0-0 | 2-3 | 3-0 | 2-2 | 2-4 | 1-1 | 1-2 | 1-1 | 4-1 |
| Atlético Clube Goianiense                                  | 5-1 |     | 1-0 | 0-3 | 0-1 | 0-1 | 2-0 | 4-1 | 0-1 | 3-1 | 2-0 | 1-1 | 0-0 | 0-1 | 1-0 | 0-1 | 1-1 | 2-0 | 3-0 | 0-1 |
| Atlético Mineiro                                           | 2-0 | 2-2 |     | 3-0 | 2-0 | 2-0 | 4-0 | 1-1 | 2-3 | 2-1 | 1-2 | 1-2 | 1-1 | 1-0 | 2-0 | 0-4 | 2-1 | 2-1 | 0-1 | 1-2 |
| Atlético Paranaense                                        | 2-2 | 2-1 | 0-1 |     | 0-0 | 0-2 | 2-1 | 1-0 | 1-1 | 1-0 | 2-1 | 0-0 | 1-1 | 1-1 | 0-1 | 2-0 | 2-2 | 3-2 | 1-0 | 2-2 |
| Avaí FC                                                    | 2-2 | 2-2 | 1-3 | 3-0 |     | 2-2 | 3-2 | 1-2 | 3-2 | 0-0 | 0-0 | 1-1 | 3-2 | 0-1 | 1-2 | 1-3 | 1-1 | 1-2 | 1-2 | 0-2 |
| Bahia                                                      | 0-0 | 2-1 | 1-1 | 1-0 | 3-2 |     | 1-1 | 2-1 | 0-1 | 0-0 | 0-0 | 3-1 | 3-3 | 3-0 | 1-2 | 1-1 | 0-2 | 1-2 | 4-3 | 0-2 |
| Botafogo                                                   | 4-2 | 1-1 | 3-1 | 2-0 | 2-1 | 2-2 |     | 4-0 | 0-2 | 3-1 | 1-0 | 0-1 | 1-1 | 1-1 | 2-1 | 1-2 | 3-1 | 1-0 | 2-2 | 4-0 |
| Ceará                                                      | 4-0 | 1-1 | 3-0 | 2-1 | 0-3 | 3-0 | 2-2 |     | 0-1 | 3-2 | 2-2 | 1-1 | 0-1 | 1-2 | 3-0 | 1-1 | 2-0 | 2-3 | 0-2 | 1-3 |
| SC Corinthians                                             | 2-1 | 3-0 | 2-1 | 2-1 | 2-1 | 1-0 | 0-2 | 2-2 |     | 2-1 | 0-1 | 0-2 | 2-1 | 2-0 | 3-2 | 1-0 | 0-0 | 1-3 | 5-0 | 2-1 |
| Coritiba                                                   | 3-1 | 0-1 | 3-0 | 1-1 | 1-0 | 0-0 | 5-0 | 3-1 | 1-0 |     | 2-1 | 3-0 | 2-0 | 3-1 | 2-0 | 1-1 | 1-1 | 1-0 | 3-4 | 5-1 |
| Cruzeiro EC                                                | 0-0 | 3-2 | 6-1 | 1-1 | 5-0 | 2-1 | 0-1 | 1-0 | 0-1 | 2-1 |     | 2-4 | 0-1 | 1-2 | 2-0 | 1-0 | 1-1 | 1-1 | 3-3 | 0-3 |
| Figueirense                                                | 2-1 | 2-0 | 2-1 | 2-0 | 2-3 | 2-1 | 2-0 | 1-1 | 0-1 | 0-0 | 1-0 |     | 2-2 | 1-1 | 0-0 | 1-1 | 0-1 | 2-1 | 1-2 | 1-1 |
| Flamengo                                                   | 2-1 | 1-4 | 4-1 | 1-2 | 4-0 | 1-3 | 0-0 | 1-1 | 1-1 | 1-0 | 5-1 | 0-0 |     | 3-2 | 2-0 | 1-0 | 1-1 | 1-1 | 1-0 | 0-0 |
| Fluminense                                                 | 1-2 | 3-2 | 0-2 | 3-1 | 3-1 | 0-1 | 1-2 | 4-0 | 1-0 | 3-1 | 2-1 | 3-0 | 0-1 |     | 5-4 | 2-0 | 1-0 | 3-2 | 0-2 | 1-2 |
| Grêmio                                                     | 1-1 | 2-2 | 2-2 | 4-0 | 2-2 | 2-0 | 0-1 | 1-0 | 1-2 | 2-0 | 2-0 | 1-3 | 4-2 | 2-1 |     | 2-1 | 2-2 | 1-0 | 1-0 | 1-1 |
| SC Internacional                                           | 4-2 | 0-0 | 2-1 | 1-0 | 4-2 | 1-0 | 1-0 | 0-1 | 1-1 | 1-1 | 3-2 | 4-1 | 2-2 | 1-2 | 1-0 |     | 2-2 | 3-3 | 0-3 | 3-0 |
| Palmeiras                                                  | 1-1 | 2-0 | 3-2 | 1-0 | 5-0 | 1-1 | 1-0 | 1-0 | 2-1 | 0-2 | 1-1 | 1-2 | 0-0 | 1-2 | 0-0 | 0-3 |     | 3-0 | 1-0 | 1-1 |
| Santos                                                     | 1-0 | 1-1 | 2-1 | 4-1 | 3-1 | 1-1 | 2-0 | 1-0 | 0-0 | 2-3 | 1-0 | 2-3 | 4-5 | 2-1 | 0-1 | 1-1 | 1-0 |     | 1-1 | 2-0 |
| São Paulo FC                                               | 3-1 | 2-2 | 2-1 | 2-2 | 2-0 | 3-0 | 0-2 | 4-0 | 0-0 | 0-0 | 2-1 | 1-0 | 1-2 | 1-2 | 3-1 | 0-0 | 1-1 | 1-1 |     | 0-2 |
| Vasco da Gama                                              | 3-0 | 1-1 | 2-0 | 2-1 | 2-0 | 1-1 | 2-0 | 3-1 | 2-2 | 2-0 | 0-3 | 1-1 | 1-1 | 1-1 | 4-0 | 2-0 | 1-0 | 2-0 | 0-0 |     |
| - Victoire à domicile - Match nul - Victoire à l'extérieur |     |     |     |     |     |     |     |     |     |     |     |     |     |     |     |     |     |     |     |     |

## Classement des buteurs
| Rang | Joueur          | Équipe              | Buts |
| ---- | --------------- | ------------------- | ---- |
| 1    | Borges          | Santos              | 23   |
| 2    | Fred            | Fluminense          | 22   |
| 3    | Deivid          | Flamengo            | 15   |
| 4    | Leandro Damião  | Internacional       | 14   |
| 4    | Ronaldinho      | Flamengo            | 14   |
| 4    | William         | Avaí                | 14   |
| 7    | Sebastián Abreu | Botafogo            | 13   |
| 7    | Kempes          | América-MG          | 13   |
| 7    | Neymar          | Santos              | 13   |
| 10   | Anselmo         | Atlético Goianiense | 12   |
| 10   | Liédson         | Corinthians         | 12   |
| 10   | Walter Montillo | Cruzeiro            | 12   |
| 10   | Thiago Neves    | Flamengo            | 12   |

## Bilan de la saison
| Championnat du Brésil de football 2011     |                         |
| Champion                                   | Corinthians (5e titre)  |
| Dauphin                                    | Vasco da Gama           |
| Coupes et trophées                         |                         |
| Vainqueur de la Coupe du Brésil 2011       | Vasco da Gama           |
| Qualifications continentales               |                         |
| Copa Libertadores 2012 (Phase de groupes)  | Corinthians             |
| Copa Libertadores 2012 (Phase de groupes)  | Vasco da Gama           |
| Copa Libertadores 2012 (Phase de groupes)  | Fluminense              |
| Copa Libertadores 2012 (Phase de groupes)  | Santos                  |
| Copa Libertadores 2012 (Tour préliminaire) | Flamengo                |
| Copa Libertadores 2012 (Tour préliminaire) | Internacional           |
| Copa Sudamericana 2012                     | São Paulo FC            |
| Copa Sudamericana 2012                     | Figueirense             |
| Copa Sudamericana 2012                     | Coritiba                |
| Copa Sudamericana 2012                     | Botafogo                |
| Copa Sudamericana 2012                     | Palmeiras               |
| Copa Sudamericana 2012                     | Grêmio                  |
| Copa Sudamericana 2012                     | Atlético Goianiense     |
| Copa Sudamericana 2012                     | Bahia                   |
| Promotions et relégations                  |                         |
| Promus en Série A                          | Portuguesa de Desportos |
| Promus en Série A                          | Náutico                 |
| Promus en Série A                          | AA Ponte Preta          |
| Promus en Série A                          | Sport                   |
| Relégués en Série B                        | Atlético Paranaense     |
| Relégués en Série B                        | Ceará                   |
| Relégués en Série B                        | América Mineiro         |
| Relégués en Série B                        | Avaí                    |